# Campeonato Asiático de Judo de 2024
El XXXI Campeonato Asiático de Judo se celebró en Hong Kong (China) entre el 20 y el 22 de abril de 2024 bajo la organización de la Unión Asiática de Judo.
En total se disputaron catorce pruebas diferentes, siete masculinas y siete femeninas.

## Resultados

### Masculino
| Evento  | Oro                              | Plata                                        | Bronce                                                                          |
| ------- | -------------------------------- | -------------------------------------------- | ------------------------------------------------------------------------------- |
| –60 kg  | Taiki Nakamura Japón             | Yang Yung-Wei China Taipéi                   | Byambajavyn Tsogt-Ochir Mongolia Doston Ruziev Uzbekistán                       |
| –66 kg  | Battogtojyn Erjembayar Mongolia  | Shinsei Hattori Japón                        | Zhanarys Rajmetkali · Kazajistán · Sardor Nurillayev · Uzbekistán               |
| –73 kg  | Tatsuki Ishihara Japón           | Murodjon Yo'ldoshev Uzbekistán               | Kim Chol-Gwang Corea del Norte Lee Eun-Kyul Corea del Sur                       |
| –81 kg  | Lee Joon-Hwan Corea del Sur      | Nugzar Tatalashvili · Emiratos Árabes Unidos | Yuhei Oino Japón Somon Majmadbekov Tayikistán                                   |
| –90 kg  | Sanshiro Murao Japón             | Gantulga Altanbagana Mongolia                | Erlan Sherov · Kirguistán · Han Ju-Yeop · Corea del Sur                         |
| –100 kg | Muzaffarbek Turoboyev Uzbekistán | Dzhafar Kostoev · Emiratos Árabes Unidos     | Batjuyag Gonchigsuren Mongolia Dzhajonguir Madzhidov Tayikistán                 |
| +100 kg | Hyoga Ota Japón                  | Kim Min-Jong Corea del Sur                   | Temur Rajimov · Tayikistán · Magomedomar Magomedomarov · Emiratos Árabes Unidos |

### Femenino
| Evento | Oro                                         | Plata                          | Bronce                                                             |
| ------ | ------------------------------------------- | ------------------------------ | ------------------------------------------------------------------ |
| –48 kg | Bavuudorzhiin Baasanjüü Mongolia            | Lee Hye-Kyeong Corea del Sur   | Galiya Tynbayeva · Kazajistán · Kano Miyaki · Japón                |
| –52 kg | Bishrelt Jorloodoi · Emiratos Árabes Unidos | Kokoro Fujishiro Japón         | Diyora Keldiyorova Uzbekistán Ljagvasürenguiin Sosorbaram Mongolia |
| –57 kg | Ljagvatogooguiin Enjriilen Mongolia         | Huh Mi-Mi Corea del Sur        | Akari Omori Japón Cai Qi China                                     |
| –63 kg | Kirari Yamaguchi Japón                      | Bold Ganjaich Mongolia         | Esmigul Kuyulova · Kazajistán · Kim Ji-Su · Corea del Sur          |
| –70 kg | Saki Niizoe Japón                           | Mun Song-Hui Corea del Norte   | Shojista Nazarova Uzbekistán Batsuuriin Nyam-Erdene Mongolia       |
| –78 kg | Rika Takayama Japón                         | Yoon Hyun-Ji Corea del Sur     | Otgonbayaryn Jüslen Mongolia Hsu Wang Shu-Huei China Taipéi        |
| +78 kg | Lee Hyeon-Ji Corea del Sur                  | Amarsaijan Adiyasuren Mongolia | Liang Ye China Mao Arai Japón                                      |

## Medallero
| Núm. | País                   | Oro | Plata | Bronce | Total |
| ---- | ---------------------- | --- | ----- | ------ | ----- |
| 1    | Japón                  | 7   | 2     | 4      | 13    |
| 2    | Mongolia               | 3   | 3     | 5      | 11    |
| 3    | Corea del Sur          | 2   | 4     | 3      | 9     |
| 4    | Emiratos Árabes Unidos | 1   | 2     | 1      | 4     |
| 5    | Uzbekistán             | 1   | 1     | 4      | 6     |
| 6    | China Taipéi           | 0   | 1     | 1      | 2     |
| 6    | Corea del Norte        | 0   | 1     | 1      | 2     |
| 8    | Kazajistán             | 0   | 0     | 3      | 3     |
| 8    | Tayikistán             | 0   | 0     | 3      | 3     |
| 10   | China                  | 0   | 0     | 2      | 2     |
| 11   | Kirguistán             | 0   | 0     | 1      | 1     |
|      | TOTAL                  | 14  | 14    | 28     | 56    |